# Flora Cross
Flora Cross (París, 11 de enero de 1993) es una actriz nacida en Francia, de nacionalidad estadounidense.

## Carrera
Cross interpretó el papel principal de Eliza en la película de 2005 Bee Season, junto a Richard Gere, Juliette Binoche y Max Minghella. Audicionó para el papel poco antes de mudarse a Argentina, donde vivía cuando le ofrecieron participar en la cinta. "Mi manager me envió la cinta y luego me llamaron para una audición que fue muy larga y muy agotadora", recuerda la actriz. "Continuó durante cinco horas. Dos semanas más tarde me dijeron que obtuve el papel".
Su siguiente papel fue interpretar a la excéntrica hija del personaje de Jennifer Jason Leigh en Margot at the Wedding, del director Noah Baumbach. Trabajó junto a actores como Nicole Kidman, Jack Black, John Turturro y su compañero actor adolescente Zane Pais.

## Filmografía
| Año  | Título                | Rol     |
| ---- | --------------------- | ------- |
| 2005 | Bee Season            | Eliza   |
| 2007 | Margot At The Wedding | Ingrid  |
| 2013 | Chlorine              | Cynthia |